# 白島停留場

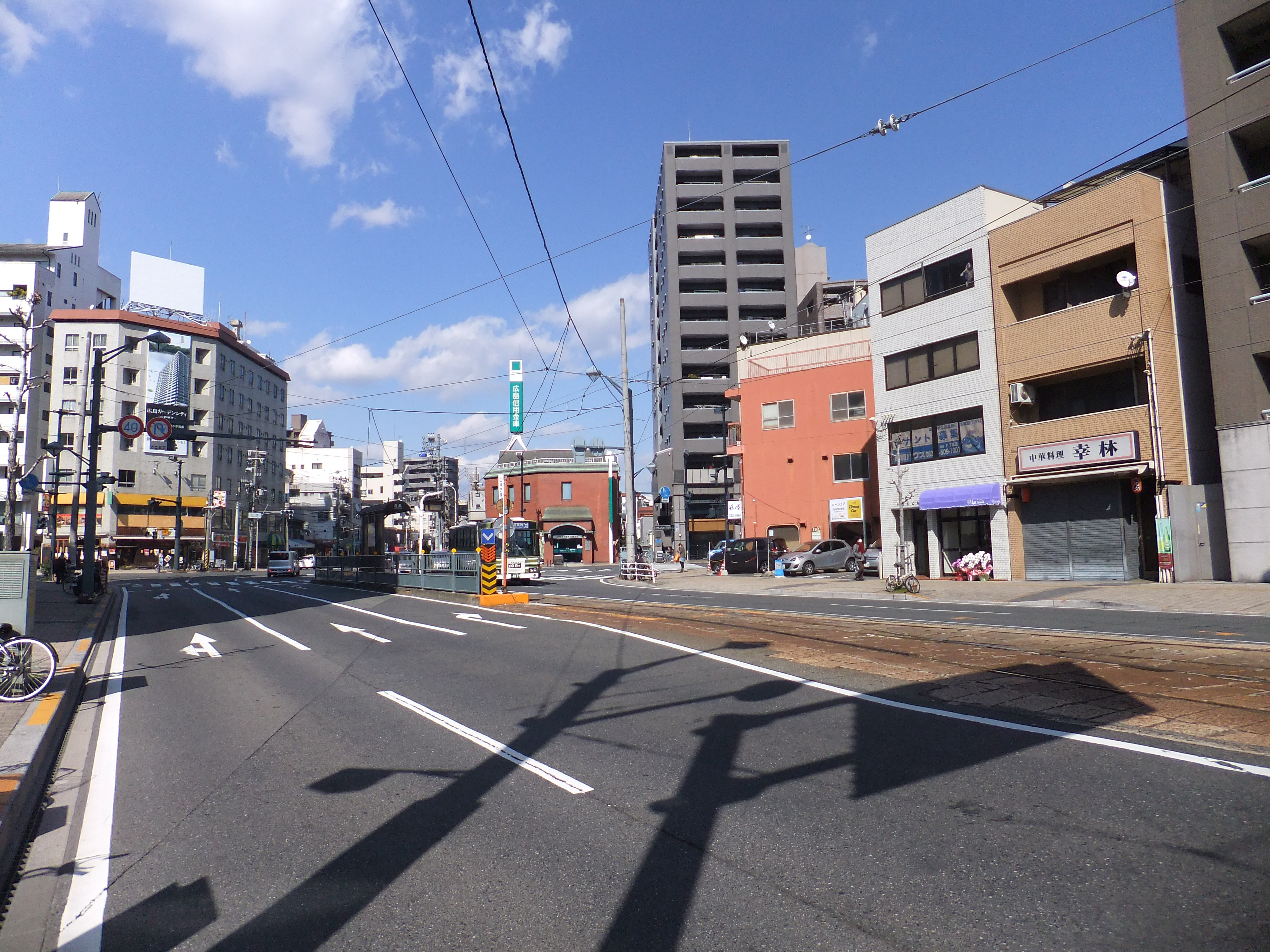
別一角度觀看電車站

白島停留場（日语：／ Hakushima teiryūjō */?），又稱白島電車站，是位於廣島縣廣島市中區東白島町，廣島電鐵白島線的電車站。車站編號為W5。為白島線終點站。

## 歷史
在1912年（大正元年），白島線全線開通，此電車站也同時啟用。當時白島線的走線是沿廣島城的外護城河上的道路上行走（現時於廣島東稅務署前的道路，白島通西邊），隨後終點是位於中國郵局前的路口。在1945年（昭和20年）8月6日，廣島市被投下原子彈，使白島線全線不能能行。
在戰後的1952年（昭和27年），白島線在城市再次發展的情況下，於主幹道（白島通）上建設新路軌。當時新路軌的終點是設於城北通路口以北100米處，並終點站命名為白島終點停留場（日语：／）。在1960年（昭和35年），電車站名稱改回白島停留場。在1969年（昭和44年），白島線成為廣島電鐵首條一人控制的電車線，路軌縮短至在路口前，電車站的配線也進行變更。
- 1912年（大正元年）11月23日 - 白島線全線開通，白島停留場啟用[2]。
- 1945年（昭和20年）8月6日 - 廣島市被投下原子彈，使白島線全線不能能行[5]。
- 1952年（昭和27年）6月10日 - 白島通開通，白島線全線重開，當時路線終點是在城北通以北100米處[1]。電車站也遷移並改名為白島終點停留場[2]。
- 1960年（昭和35年）3月30日  - 電車站名稱改回白島停留場[2]。
- 1969年（昭和44年）12月1日 - 白島線開始實施一人控制運輸[1]。當時，路線縮短9米，月台位置進行變更[4]。

## 電車站構造

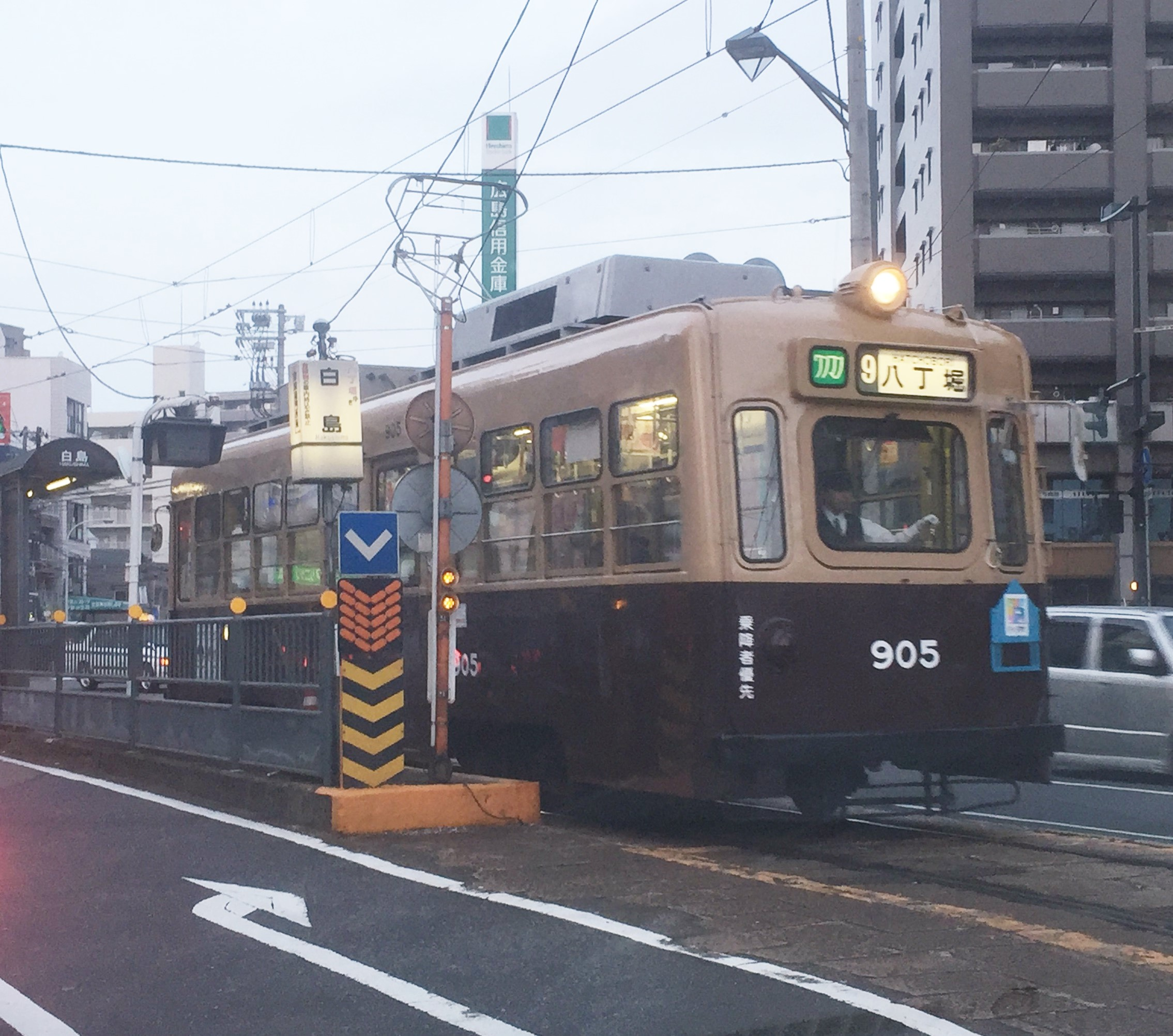
停靠中的電車（2016年）

白島線路軌從起點起都是雙線鐵路，直至在此電車站前，下行線與上行線匯合，於電車站內成為單線鐵路。電車站是建造在共用行車道上。電車站設有1面1線的單式低地台月台，月台位於路軌的西邊。相對於其他廣島電鐵終點站，此終點站比較簡單，月台不可容納2卡以上電車。在路軌終端為白島路口的行人過路處。
月台曾經是位於路軌的東邊（到達電車會開啟右邊車門），在1969年（昭和44年）遷移至西邊（左邊）。這是由於同年白島線開始實施一人控制。一人控制電車只可在左邊車門下車。

### 運行系統
此電車站是白島線電車站之一。9系統會駛入此站。9號線一直以來只行走於此電車站至八丁堀之間（只在白島線內行走）。在2013年起，9號線從八丁堀直通至本線和江波線，延長至江波停留場。
|  | 9號線 | 前往八丁堀、江波 |

## 電車站周邊
白島地區是位於電車站東南方。電車站周邊為住宅區。電車站南邊設有辦公大，電車站東邊設有京橋川，對面岸為東區和南區的邊界。
此電車站距離Astram線白島站1公里。此電車站比較接近白島站南邊的城北站。
- 日本郵政集團廣島大廈（舊日本郵政公社中國分社、中國郵局）
  - 日本郵便株式會社中國分社、廣島監査室、廣島共通事務集約中心、廣島白島郵局（日语：広島白島郵便局）
  - 郵貯銀行中國區域總部、廣島地域中心
  - 簡保生命保險中國區域總部、廣島分店
  - 日本郵政株式會社中、四國設施中心
- 廣島遞信醫院（日语：広島逓信病院）
  - 廣島遞信醫院舊外來棟被爆資料室（日语：広島逓信病院旧外来棟被爆資料室）
- 中國綜合通信局（日语：中国総合通信局）
- 白島Kew Gardens（日语：白島キューガーデン）（NTT Credo白島大廈）

## 相鄰電車站
廣島電鐵
■白島線
家庭裁判所前（W4）－白島（W5）

## 注腳
1. 1 2 3 4 5 6 7 8  《広電が走る街 今昔》98-103頁
2. 1 2 3 4 5  《広電が走る街 今昔》150-157頁
3. 1 2  今尾惠介（監修）. . 11 中国四国. 新潮社. 2009: 38. ISBN 978-4-10-790029-6.
4. 1 2 3 4  《広島電鉄開業100年・創立70年史》194頁
5. ↑  《広島電鉄開業100年・創立70年史》431頁
6. 1 2 3 4  川島令三. . 【図説】 日本の鉄道. 第7巻 広島エリア. 講談社. 2012: 8・85頁. ISBN 978-4-06-295157-9 （日语）.
7. ↑  川島令三.  中国篇 2. 草思社. 2009: 103・107頁. ISBN 978-4-7942-1711-0.
8. ↑   (新闻稿). 広島電鉄. 2013-02-06  [2016-09-27]. （原始内容存档于2015-03-17） （日语）.

## 外部連結
- 白島 | 電車情報：電停指南 （页面存档备份，存于）（日語） - 廣島電鐵